# Albrecht von Wallenstein

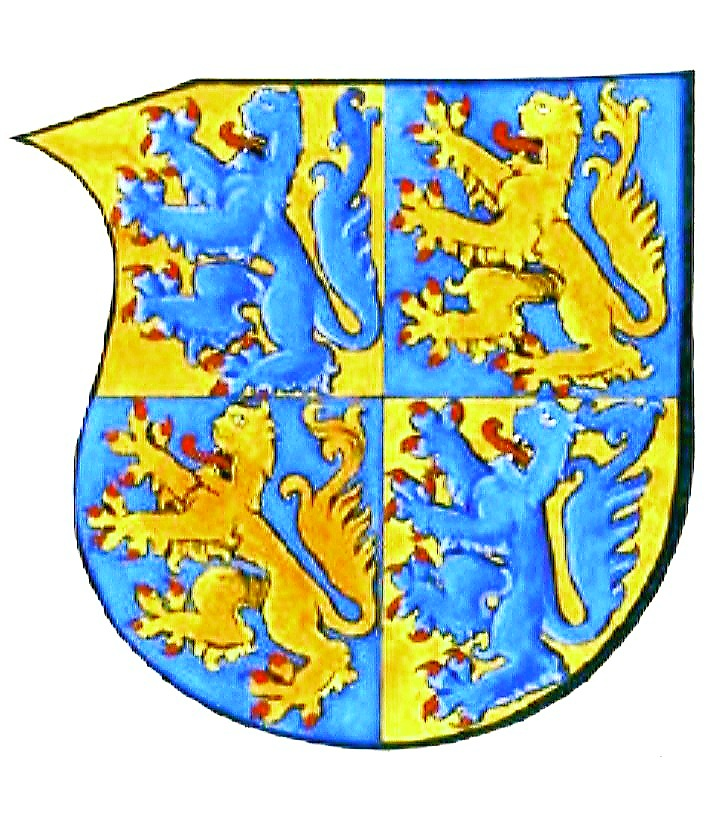
Herb Albrechta von Wallensteina

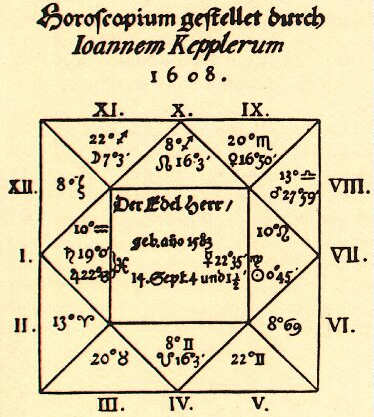
Horoskop Albrechta Wallensteina postawiony przez Johannesa Keplera w 1608

Albrecht Eusebius Wenzeslaus von Wallenstein (albo Waldstein, cz. Albrecht Václav Eusebius z Valdštejna), (ur. 24 września 1583 w Heřmanicach, zm. 25 lutego 1634 w Chebie) – czeskiego pochodzenia wódz i polityk z okresu wojny trzydziestoletniej.

## Życiorys
Urodził się w rodzinie drobnej szlachty w Heřmanicach pod Jaromierzem, jako syn Wilhelma Wallensteina. Osierocony w wieku jedenastu lat, przygarnięty przez wuja Heinricha Slavata, uczył się w szkole braci czeskich w Košumberku, a od jesieni 1597 w protestanckim Gimnazjum Łacińskim w Złotoryi (podówczas w księstwie legnickim). Od 1599 studiował na protestanckiej akademii w Altdorfie koło Norymbergi. Po śmierci opiekuna Wallenstein udał się na Grand Tour do Włoch, gdzie prawdopodobnie studiował, między innymi na uniwersytetach w Bolonii i Padwie.
Po ukończeniu nauki wstąpił do armii Rudolfa II na Węgrzech, służył pod komendą Giorgio Basty. W roku 1606 wrócił do Czech i ożenił się z bardzo bogatą wdową, Lukrecją Nikossie von Landeck (1582–1614). Po jej śmierci odziedziczył włości na Morawach. Majątek pozwolił mu na wyekwipowanie oddziału kawalerii w sile dwustu koni, który pod swoją komendą oddał na usługi arcyksięcia Styrii, przyszłego króla Czech i cesarza Rzeszy – Ferdynanda II Habsburga, podczas toczącej się właśnie wojny z Wenecją w 1617 roku. W 1623 ożenił się ponownie. Jego wybranką była Izabela Katarzyna, córka hrabiego Karola von Harracha z rodu Harrachów, cesarskiego ministra i członka Hofkriegsratu.
W 1627 cesarz Ferdynand II Habsburg sprzedał Wallensteinowi księstwo żagańskie. Za jego rządów Żagań bardzo się rozwinął. Wallenstein m.in. sprowadził do miasta Jana Keplera, który prowadził tam obserwacje astronomiczne i meteorologiczne. Rozpoczął również wznoszenie swojej rezydencji burząc przy tym 75 domów mieszczańskich. Spotkało się to z wrogim nastawieniem mieszkańców miasta, tym bardziej, że część domów wyburzono tylko dla osiągnięcia doskonałej osi widokowej.

## Wojna trzydziestoletnia
Od początku wojny trzydziestoletniej, którą zapoczątkowały rozruchy w Czechach (tzw. 2. defenestracja praska), Wallenstein stanął po stronie katolickiego cesarza. Po zajęciu jego dóbr przez rebeliantów uciekł do Wiednia, zabierając ze sobą spory majątek pieniężny. Wystawił regiment ciężkozbrojnej jazdy i walcząc pod rozkazami Karola de Buquoya wyróżnił się w walkach przeciw Mansfeldowi i armii Bethlena na Morawach. Odzyskał swe dobra i po bitwie na Białej Górze zabezpieczył należący do jego matki majątek oraz zajął część ziem protestanckich. Jego nowe posiadłości utworzyły pokaźne terytorium w północnych Czechach nazwane Frýdlant – po serii sukcesów militarnych w latach 1622-1625 Wallenstein awansował do rangi księcia Friedlandu.
W roku 1626 Wallenstein zaproponował cesarzowi Ferdynandowi utworzenie armii, która miałaby walczyć z protestantami na północy i byłaby przeciwwagą dla armii księcia Tilly’ego. Zdobyta wcześniej reputacja szybko teraz przyniosła efekty i wkrótce pod jego rozkazami walczyło 30 tysięcy żołnierzy. Siły te wzrosły następnie do 50 tysięcy. Obie armie katolickie walczyły w następnym roku przeciw Mansfeldowi.
Po rozbiciu Mansfelda pod Dessau, Wallenstein oczyścił w roku 1627 Śląsk z niedobitków jego armii. Armia Wallensteina spustoszyła i spaliła wiele śląskich miast i wsi, m.in. Prudnik, Głogówek, Żory, Pszczynę, Bytom, Rybnik, Koźle i Strzelce Opolskie. Odkupił wówczas od cesarza księstwo żagańskie. Następnie przyłączył się do Tillyego, który walczył z Christianem IV Duńskim, za co otrzymał księstwo Meklemburgii. Jego dziedziczni książęta zostali uprzednio wygnani za pomoc okazaną królowi Danii.
W roku 1628 nie udało mu się jednak opanować Strzałowa (ob. Stralsund), który uzyskał pomoc szwedzko-duńską. Uniemożliwiło to wojskom cesarskim opanowanie wybrzeży Bałtyku i przekreśliło szanse na stawienie czoła potędze morskiej państw skandynawskich (Danii i Szwecji) oraz Holandii. Dzięki geniuszowi Wallensteina udało się przynajmniej powstrzymać inwazję Danii w bitwie pod Wołogoszczą. Sytuacja skomplikowała się jeszcze bardziej, gdy po ogłoszeniu przez Ferdynanda II edyktu restytucyjnego do wojny przystąpiła Szwecja.
Sukcesy Wallensteina, jego ambicje i rekwizycje dokonywane przez jego wojska (armia Wallensteina nie pobierała żołdu ze szkatuły cesarza, żyjąc wyłącznie z łupów) przysporzyły mu wielu wrogów w obu obozach. Ferdynand II podejrzewał go o chęć przejęcia władzy nad Świętym Cesarstwem Rzymskim, a jego doradcy podszeptywali mu, by odsunął Wallensteina. We wrześniu 1630 roku cesarz podpisał odpowiednie rozkazy, a Wallenstein po zdaniu dowództwa nad armią w ręce Tilly’ego udał się do Jičína, stolicy księstwa Friedlandu.
Wkrótce jednak cesarz zmuszony był prosić go o powrót. Sukcesy Gustawa Adolfa nad Tillym w bitwach pod Breitenfeldem w roku 1631 oraz nad rzeką Lech w 1632 (podczas której Tilly został ranny i wkrótce zmarł), zajęcie Monachium i Czech, wymagały zdecydowanego przeciwdziałania. Na wiosnę 1632 roku Wallenstein zorganizował nową armię i wyruszył w pole. Wypędził Saksończyków z Czech i ruszył na Gustawa Adolfa, którego obległ w Norymberdze i zmusił do odwrotu pod Alte Veste. W listopadzie wojska cesarskie przegrały bitwę pod Lützen, ale Gustaw Adolf w niej zginął. Wallenstein wycofał armię na leże zimowe do Czech.
Podczas kampanii roku 1633 Wallenstein przejawiał widoczną niechęć do atakowania wojsk nieprzyjacielskich. Powodem był m.in. zaawansowany syfilis, którego nabawił się na Węgrzech jeszcze w 1605 roku. Już wówczas planował przejście na stronę protestancką, uważając edykt Ferdynanda za błąd. Jego celem było „wymusić pokój na cesarzu w interesie jedności Niemiec”. Do swych planów wciągnął Saksonię, Brandenburgię, Szwecję i Francję, nie spotkał się jednak z należytym odzewem z ich strony. W tej sytuacji, obawiając się utraty wpływów na dworze cesarskim podjął działania ofensywne przeciw Szwecji i Saksonii odnosząc w październiku zwycięstwo pod Steinau. Następnie przystąpił do rozmów z protestantami.
W grudniu znów udał się z armią na leże zimowe do Czech w okolice Pilzna. Tymczasem w Wiedniu narastały wobec Wallensteina podejrzenia o zdradę i cesarz szukał sposobów pozbycia się go. Sam Wallenstein świadom był gromadzących się wokół niego chmur, czuł się jednak pewnie, będąc przekonanym o poparciu armii. 24 stycznia 1634 roku cesarz podpisał tajny dokument, który usuwał Wallensteina z zajmowanego stanowiska, zaś 18 lutego drugi, w którym stawiał mu zarzut zdrady stanu. Dokument ten został opublikowany w Pradze. Pozbawiony poparcia armii, którego tak niedawno był pewien, Wallenstein zdał sobie sprawę z niebezpieczeństwa, w jakim się znalazł i 23 lutego z kilkuset ludźmi udał się przez Pilzno do Chebu, mając nadzieję, że znajdzie tam Szwedów księcia Bernharda. Podróżował tam na leżąco z uwagi na zły stan zdrowia (ostatnie stadium kiły). Już po przybyciu na miejsce, został zabity przez kilku oficerów wiernych cesarzowi i prawdopodobnie działających z jego rozkazu.
Ciało Wallensteina pochowano początkowo w Stříbře. W 1636 roku przewieziono je do klasztoru kartuzów w Valdicach. Po jego kasacie w 1785 szczątki Wallensteina przeniesiono do Mnichovego Hradišta, gdzie spoczywają do dziś.

## Odniesienia w kulturze
- Friedrich Schiller napisał oparty na życiu Wallensteina dramat w trzech aktach (Trylogia o Wallensteinie i wojnie trzydziestoletniej).
- Jeden z wczesnych poematów symfonicznych Bedřicha Smetany nosi tytuł Obóz Wallensteina.
- Pod koniec II wojny światowej w składzie armii niemieckiej miała zostać stworzona dywizja Waffen-SS Wallenstein, do czego ostatecznie nie doszło.